# Silent Hunter II
Silent Hunter II — компьютерная игра в жанре симулятора подводных лодок на тему подводных сражений Второй мировой войны от Ubisoft. Создана для Windows 95/98/ME. Изначально разрабатывалась компанией Aeon Electronic Entertainment, создателями первой Silent Hunter, но им пришлось оставить проект незавершённым, и закончила его Ultimation Inc. После значительных задержек игра была выпущена в ноябре 2001 года.
В Silent Hunter II игрок становится членом команды немецкой подлодки времён Второй битвы за Атлантику. В игре имеются однопользовательские и многопользовательские миссии.
В дополнение к некоторым отдельным миссиям одиночного режима, игрок может принять участие в таких известных моментах, как проникновение U-47 в Скапа-Флоу, проход через Гибралтарский пролив и операция «Drumbeat».
Немецкий ветеран Второй мировой войны, командир подлодки Эрих Топп был одним из технических консультантов игры.
Нововведением для концепции Silent Hunter II стала возможность сражаться онлайн как против других подводных лодок, так и против эсминцев, которые контролировались игроками из «Команды Эсминцев» (англ. Destroyer Command)
Тем не менее поклонники первой части серии не сильно оценили вторую часть. Silent Hunter II был подвергнут критике за сырой АИ, отсутствие переигровки карьеры игрока, ограниченный набор миссий и не лучшее качество многопользовательской игры, которая часто отключалась так и не начавшись.
Для исправления и улучшения многопользовательского режима был выпущен неофициальный патч под названием Projekt Messerwetzer. Также фанатами было создано немалое количество дополнительных модификаций, патчей и миссий.

## Оценки
| Сводный рейтинг | Сводный рейтинг |
| Агрегатор       | Оценка          |
| --------------- | --------------- |
| GameRankings    | 69,92 %         |